# Memoriał Bronisława Idzikowskiego i Marka Czernego 1996
Memoriał im. Bronisława Idzikowskiego i Marka Czernego 1996 – 29. edycja turnieju w celu uczczenia pamięci polskiego żużlowca Bronisława Idzikowskiego i Marka Czernego, który odbył się dnia 12 maja 1996 roku. Turniej wygrał Sławomir Drabik.

## Wyniki
- Częstochowa, 12 maja 1996
- NCD: Roman Jankowski – 68,95 w wyścigu 4
- Sędzia: Marek Wojaczek

| Msc. | Zawodnik               | Klub            | Pkt |             |  |
| ---- | ---------------------- | --------------- | --- | ----------- |  |
| 1    | (5) Sławomir Drabik    | Częstochowa     | 15  | (3,3,3,3,3) |  |
| 2    | (1) Janusz Stachyra    | Częstochowa     | 14  | (3,2,3,3,3) |  |
| 3    | (2) Gary Havelock      | Wielka Brytania | 12  | (2,3,2,3,3) |  |
| 4    | (3) Andy Smith         | Wielka Brytania | 11  | (1,3,2,2,3) |  |
| 5    | (14) Roman Jankowski   | Leszno          | 10  | (3,2,3,2,t) |  |
| 6    | (11) Jacek Rempała     | Tarnów          | 9   | (3,2,0,2,2) |  |
| 7    | (13) Carl Stonehewer   | Wielka Brytania | 8   | (2,1,3,0,2) |  |
| 8    | (15) Joe Screen        | Częstochowa     | 7   | (1,0,1,3,2) |  |
| 9    | (8) Jarosław Olszewski | Piła            | 6   | (2,2,0,1,1) |  |
| 10   | (7) Robert Jucha       | Częstochowa     | 6   | (1,1,1,1,2) |  |
| 11   | (6) Rafał Chiński      | Częstochowa     | 5   | (0,1,1,2,1) |  |
| 12   | (12) Robert Kużdżał    | Tarnów          | 4   | (1,3,0,0,0) |  |
| 13   | (16) Rafał Osumek      | Częstochowa     | 4   | (0,1,2,1,0) |  |
| 14   | (4) Leszek Matysiak    | Świętochłowice  | 3   | (0,0,2,0,1) |  |
| 15   | (9) Piotr Mikuta       | Tarnów          | 3   | (0,0,1,1,1) |  |
| 16   | (10) Eugeniusz Skupień | Częstochowa     | 2   | (2,w,0,0,0) |  |
|      | rez. Artur Pietrzyk    | Częstochowa     |     | (ns)        |  |

Bieg po biegu
1. [69,45] Stachyra, Havelock, Smith, Matysiak
2. [69,34] Drabik, Olszewski, Jucha, Chiński
3. [69,53] 'Rempała, Skupień, Kużdżał, Mikuta
4. [68,95] Jankowski, Stonehewer, Screen, Osumek
5. [69,59] Drabik, Stachyra, Stonehewer, Mikuta
6. [70,13] Havelock, Jankowski, Chiński, Skupień
7. [70,16] Smith, Rempała, Jucha, Screen
8. [71,09] Kużdżał, Olszewski, Osumek, Matysiak
9. [72,36] Stachyra, Osumek, Chiński, Rempała
10. [70,45] Drabik, Havelock, Screen, Kużdżał
11. [70,78] Jankowski, Smith, Olszewski, Rempała
12. [72,50] Stonehewer, Matysiak, Jucha, Skupień
13. [70,93] Stachyra, Jankowski, Jucha, Kużdżał
14. [71,11] Havelock, Rempała, Olszewski, Stonehewer
15. [70,82] Drabik, Smith, Osumek, Skupień
16. [71,60] Screen, Chiński, Mikuta, Matysiak
17. [72,56] Stachyra, Screen, Olszewski, Skupień
18. [72,16] Havelock, Jucha, Mikuta, Osumek
19. [71,68] Smith, Stonehewer, Chiński, Kużdżał
20. [72,48] Drabik, Rempała, Matysiak, Jankowski